# 横浜市立白幡小学校
横浜市立白幡小学校（よこはましりつしらはたしょうがっこう）は横浜市神奈川区白幡上町にある公立学校の小学校。

## 沿革
- 1936年-横浜市白幡尋常高等小学校として開校。
- 1947年-校名が「横浜市立白幡小学校」となる。
- 1974年-鉄筋４階建て校舎（A棟）完成。
- 2009年-土曜塾（読書算・英語）開始。
- 2011年- 創立75周年を迎える。
- 2013年- 国立教育政策研究所 教育課程研究指定校

国立教育政策研究所 学力把握実践研究協力校
横浜市教育委員会 読書活動活性化拠点校
- 2014年-国立教育政策研究所 教育課程研究指定

「学力把握実践研究協力校」
横浜市指定「授業力向上推進校」
横浜市指定「読書活動活性化拠点校」
横浜市小学校校長会専門研究校「教育課程」
- 2015年-国立教育政策研究所 教育課程研究指定

「学力把握実践研究協力校」
横浜市指定「授業力向上推進校」
横浜市小学校校長会専門研究校「教育課程」

## 概要
学校の敷地の周りは普通の住宅街である。2016年に創立80周年を迎えた。卒業生の多くは横浜市立神奈川中学校に進学。全校生徒は700名ほど。
地域との交流にも力を入れている学校で、2009年より、地域支援本部“白幡小いちょうの会”が運営する土曜塾が開かれている。毎週土曜日の午前中に、いちょうの会を中心にボランティアが集まり、読み・書き・算数や英語など、学校と地域が連携し、子どもたちの学力向上を目指している。

## 校歌
校歌は二番まである。歌詞は、横浜市立白幡小学校を参照。

## 通学区域
- 神奈川区

白幡上町、白幡町、白幡仲町、白幡西町1番、白幡向町1番から33番25号まで、34番、35番、白楽65番地の11、65番地の22から65番地の27まで、90番地から107番地まで、116番地から終りまで
- 港北区

篠原台町、仲手原一丁目1番から13番まで、18番1号から18番44号まで、19番15号から19番51号まで、仲手原二丁目

## アクセス
- 東急東横線-白楽駅より徒歩9分
- 横浜市営バス-「白幡向町」（31系統）より徒歩2分

## 出身者
- 宮澤紗希 - 女流棋士[4]